# Корио, Фрэнки
Франческа Корио (англ. Francesca Corio, род. 7 июля 2010 года, Ливингстон, Шотландия) — шотландская актриса. Известна своей дебютной ролью в фильме Солнце моё (2022), за которую она получила признание критиков. Была номинирована на премии Выбор критиков и премию британского независимого кино.

## Биография
Корио родилась в Ливингстоне. Она имеет итальянское происхождение. Помимо Корио, в семье есть двое детей.

## Карьера
Корио было 10 лет, когда ее утвердили на роль в «Солнце моё» среди 800 претендентов из школ и молодежных клубов по всей Шотландии, после того как мать девочки отправила её фотографию агенту по кастингу. Фильм, в котором Пол Мескал сыграл отца её героини Софи, стал дебютом режиссера Шарлотты Уэллс.

## Фильмография
| Год  | Название   | Роль  |
| ---- | ---------- | ----- |
| 2022 | Солнце моё | Софи  |
| 2024 | Бэгмен     | Эмили |